# 히가시시로이시역
히가시시로이시역(일본어: 東白石駅)은 일본 미야기현 시로이시시에 있는 동일본 여객철도 도호쿠 본선의 역이다. 상대식 승강장 2면 2선의 구조를 지닌 지상역이며, 시로이시자오역이 이 역을 관리한다.

## 타는 곳
| 1 | ■ 도호쿠 본선 | (상행) | 시로이시 · 후쿠시마 · 고리야마 방면 |
| 2 | ■ 도호쿠 본선 | (하행) | 이와누마 · 나토리 · 센다이 방면     |

## 역 주변
- 국도 제4호선
- 센난 신용금고 자오 지점

## 인접 정차역
| 도호쿠 본선            | 도호쿠 본선   | 도호쿠 본선              |
| ---------------------- | ------------- | ------------------------ |
| 시로이시 후쿠시마 방면 | ■ 도호쿠 본선 | 기타시라카와 센다이 방면 |